# Pușcași, Prahova
Pușcași este un sat în comuna Bărcănești din județul Prahova, Muntenia, România.
Satul a făcut parte până în 1968 din comuna Românești, care a fost atunci desființată și inclusă în comuna Bărcănești.